# Black Mesa (videojuego)
Black Mesa (previamente conocido como Black Mesa: Source) es un videojuego de disparos en primera persona desarrollado y publicado por Crowbar Collective. Es una nueva versión del videojuego Half-Life que utiliza el motor gráfico Source. Fue originalmente publicado como un mod gratuito en septiembre de 2012 y luego fue aprobado por Valve (los desarrolladores de Half-Life) para su lanzamiento comercial. La versión comercial fue publicada como un título de acceso anticipado en mayo de 2015 y su versión completa fue lanzada en marzo de 2020 para las plataformas Microsoft Windows y Linux.
Black Mesa fue desarrollado en respuesta a Half-Life: Source (2005), la propia adaptación de Valve de Half-Life al motor Source, que carecía de nuevas características o mejoras. El proyecto se formó mediante la fusión de dos equipos separados que querían mejorar la nueva versión de Half-Life, quienes luego pasaron a llamarse Crowbar Collective. Si bien originalmente habían apuntado a un lanzamiento en 2009, el equipo se dio cuenta de que se habían apresurado hasta este punto y revaluaron sus esfuerzos para mejorar la calidad de la nueva versión.
Desde entonces, la atención a los detalles, la adaptación del videojuego a una versión mejorada del motor Source y la reelaboración completa de los capítulos finales de Half-Life conocidos como "Xen" habían alargado los esfuerzos de desarrollo de la nueva versión. Debido a su largo tiempo de desarrollo, el mod se hizo notable por sus retrasos en el estado de su finalización. Entre los principales cambios en la nueva versión se incluyen texturas, modelos y PNJs retocados, un tiempo de juego más prolongado, un diseño de niveles y puzles mejorados junto con enemigos con una inteligencia artificial desafiante y elementos adicionales de diálogo e historia.
Black Mesa recibió reseñas positivas en su lanzamiento inicial y fue alabado a medida que el videojuego se iba actualizado y mejorando. El elogio se dirigió hacia la jugabilidad y la atención al detalle, comparándolo como si fuese un lanzamiento oficial de Valve, así como por las mejoras que habían realizado en los capítulos de Xen.

## Jugabilidad
Black Mesa es un videojuego de disparos en primera persona que requiere que el jugador realice tareas de combate y resuelva varios acertijos para avanzar en el videojuego. Desde el punto de vista del diseño, la jugabilidad principal permanece en gran medida sin cambios desde el videojuego base original Half-Life; el jugador puede llevar una cantidad de armas que encuentra en el transcurso del videojuego, aunque también debe localizar y controlar la munición para la mayoría de las armas. El personaje del jugador está protegido por un traje que controla la salud del jugador y puede cargarse como un escudo, absorbiendo una cantidad limitada de daño. Se pueden encontrar paquetes de salud y baterías repartidos por el videojuego, así como estaciones que pueden recargar la carga de salud o del traje.
Sin embargo, a diferencia de Half-Life: Source, que solo presentaba los elementos y la geometría del videojuego original transferidos al motor Source, Black Mesa ha sido diseñado desde cero para aprovechar al máximo las versiones más recientes de Source, no solo por su capacidades gráficas, pero por sus innumerables actualizaciones al motor de física del videojuego, la complejidad de los puzles y la capacidad de plataformas. La inteligencia artificial de los personajes enemigos también se ha mejorado con respecto a Half-Life para proporcionar un mayor desafío, con algunos de los espacios de combate redefinidos para proporcionar más opciones al jugador. Además, se han realizado varios cambios narrativos y de diseño para dar cuenta de los numerosos hilos de historia presentados a través de retrocontinuidad en Half-Life 2. Si bien la mayor parte del diseño general y el progreso a través de los niveles del videojuego sigue siendo el mismo que Half-Life, el cambio más grande en Black Mesa es la reelaboración del último capítulo del juego, Xen, que generalmente se consideraba la parte más débil del juego original.
Black Mesa también incluye soporte para los modos multijugador deathmatch individuales y en equipo de Half-Life en mapas actualizados de manera similar.

## Trama
La trama de Black Mesa es casi idéntica a la historia de Half-Life. Como en el videojuego original, el jugador controla a Gordon Freeman, un físico teórico que trabaja en Black Mesa Research Facility. Tiene la tarea de colocar una muestra de material anómalo en un espectrómetro de masas para su análisis, utilizando el traje de entorno peligroso Mark IV para hacerlo de forma segura. Sin embargo, la muestra causa una "cascada de resonancia", devastando la instalación y creando una grieta interdimensional a una dimensión alienígena llamada Xen, llevando a sus criaturas alienígenas a la Tierra. Freeman sobrevive al incidente, encuentra a otros sobrevivientes y tiene la tarea de dirigirse a la superficie para pedir ayuda. Al llegar a la superficie, sin embargo, descubre que las instalaciones están siendo limpiadas de cualquier ser vivo (humanos o extraterrestres) por los militares. Freeman aprende de los científicos sobrevivientes que la única forma de detener la invasión alienígena es cruzar a Xen y destruir la entidad que mantiene la grieta abierta. Tras entrar a Xen y matar a Nihilant (El líder de Xen), un hombre en traje azul le ofrece un trabajo por sus "empleadores", llamado Gman.

## Desarrollo

### Esfuerzos iniciales (2005–2012)
Con el lanzamiento de Half-Life 2 en 2004, Valve relanzó varios de sus títulos anteriores, adaptados a su nuevo motor de juego Source, incluido el aclamado videojuego de 1998 Half-Life como Half-Life: Source. El motor Source es gráficamente más avanzado que el motor GoldSrc utilizado para los videojuegos originales. Half-Life: Source utiliza el motor de física Havok y presenta efectos mejorados para el agua y la iluminación. Sin embargo, la arquitectura de nivel, las texturas y los modelos del videojuego, permanecieron sin cambios. Half-Life: Source recibió críticas mixtas. A IGN le gustó la nueva interfaz de usuario y otras características técnicas, pero señaló que no recibió tantas mejoras como las otras adaptaciones de videojuegos de Valve al motor Source. GameSpy dijo que si bien era un «pequeño bono divertido, (...) ciertamente no era la mejora gráfica más importante que algunas personas pensaban que podía ser». El director gerente de Valve, Gabe Newell es citado diciendo que una nueva versión completa de Half-Life en Source  para sus fanáticos fue «no solo posible ... sino inevitable»
Black Mesa comenzó como la combinación de dos proyectos voluntarios independientes, cada uno con el objetivo de recrear completamente Half-Life usando Source. La modificación se anunció en septiembre de 2004. El Half-Life: Source Overhaul Project se anunció un mes después. Después de darse cuenta de sus objetivos similares, los líderes del proyecto de ambos equipos decidieron combinar sus esfuerzos; formaron un nuevo equipo de 13 personas bajo el nombre de Black Mesa: Source. El "Source" en el título del proyecto se eliminó más tarde cuando Valve le pidió al equipo que eliminara la palabra para «detener la confusión sobre si [era] un producto respaldado u oficial», que en ese momento no lo era. Finalmente, el equipo fue renombrado como Crowbar Collective. La mayor parte del equipo estaba distribuida por todo el mundo y usaban la colaboración en línea para trabajar de forma remota, con algunas reuniones limitadas en persona.
El proyecto estaba basado originalmente en la versión de Source lanzada con Counter-Strike: Source en 2004, pero cambiaron a una versión más reciente lanzada con The Orange Box de Valve en 2007. Esta nueva versión incluía efectos de partículas más avanzados, animación facial acelerada por hardware y soporte para procesadores multinúcleo, entre otras mejoras. El equipo había esperado que este fuera un proyecto relativamente rápido, con tráileres lanzados en 2005 y 2008 y una estimación de lanzamiento inicial para fines de 2009, pero a mediados de 2009, había retrocedido esa fecha, y cambió su fecha de lanzamiento esperada a "cuando está hecho". Wired incluyó el videojuego en sus listas de "Vaporware del año" en 2009 y 2010. En el período previo al lanzamiento de 2012, el miembro del equipo Carlos Montero dijo que en 2009 pensaron que iban a poder terminar el proyecto para esa fecha, pero «terminamos rompiendo nuestros traseros para hacer eso realidad, y fuimos en contra de muchos de nuestros valores centrales en el proceso. Nos encontramos apresurando cosas, cortando cosas, haciendo sacrificios de calidad que no queríamos hacer». Montero dijo que luego decidieron revaluar el estado del proyecto, establecer barras más altas para la calidad del trabajo que querían producir, y comenzaron a retroceder a través de lo que ya habían hecho para mejorarlo, y en ese momento no estaban seguros de cuándo se completaría el proyecto.
La primera versión independiente de Black Mesa se lanzó como descarga gratuita el 14 de septiembre de 2012. Esta contenía nuevas versiones de todos los capítulos de Half-Life, excepto el capítulo final ambientado en el mundo alienígena Xen, que el equipo tenía la intención de reelaborar para su inclusión en un lanzamiento futuro, ya que en el Half-Life original Xen a menudo se consideraba su parte más débil. El equipo de desarrollo estimó que el lanzamiento inicial de Black Mesa les dio a los jugadores de ocho a diez horas de contenido para completar. El lanzamiento inicial de Black Mesa coincidió con el lanzamiento del programa Steam Greenlight de Valve, que permitía a los usuarios votar por los videojuegos que se iban a colocar en la tienda de Steam. Black Mesa se convirtió en uno de los primeros diez títulos en ser votados por los fanáticos y aprobado por Valve para ser incluido en Steam a través de Greenlight.

### Transición al lanzamiento comercial (2013–2014)
En 2013 se había introducido una nueva versión del motor Source que, además de las nuevas características del motor, incluía soporte para plataformas OS X y Linux, sin embargo, los desarrolladores tuvieron que pagar para obtener acceso al conjunto completo de características de este motor. Crowbar Collective había estado trabajando desde el lanzamiento de este motor para actualizar Black Mesa para admitir sus funciones gratuitas y de esta forma lograr que pueda ser jugado por una base de jugadores más amplia. Según Adam Engels, el líder del proyecto en la finalización de Black Mesa, Valve se había acercado a su equipo en esta época y les sugirió que hicieran de Black Mesa un lanzamiento comercial y, por lo tanto, obtuvieran una licencia para el motor Source. El equipo consideró esta opción, y dado que el acceso al motor Source completo ayudaría a hacer de Black Mesa el mejor videojuego posible, optaron por la ruta comercial para poder pagar esa licencia, sin haber tenido la intención de sacar provecho del videojuego desde el principio. El equipo afirmó que habían obtenido el permiso de Valve para comercializar el videojuego en noviembre de 2013. Posteriormente, algunos miembros del equipo fueron invitados a las oficinas de Valve en Bellevue, Washington, en 2015.
En este punto en 2013, el equipo advirtió que una versión final todavía estaba a cierta distancia ya que todavía estaban lidiando con el motor Source actualizado, y aún no habían hecho mucho con Xen. Crowbar Collective continuó ofreciendo la versión gratuita de Black Mesa basada en el motor Source anterior en su sitio web. Con el nuevo motor Source, el equipo comenzó a observar más de cerca cómo Valve había usado Source en Half-Life 2 en comparación con lo que habían hecho en el Half-Life original, y desarrollaron cambios para Black Mesa que reflejaban lo que creían que eran los principios de diseño de Valve en Half-Life 2. Uno de ellos fue la idea de que al introducir una nueva mecánica, el nivel fuese diseñado para enseñar la nueva mecánica sin daño potencial al personaje del jugador, seguido de probar esa mecánica en una situación más dañina para el personaje. El equipo también incluyó una breve mención a las botas de caída libre fabricadas por Aperture Science de la serie Portal; Portal había sido lanzado después de Half-Life 2, pero se relacionaba libremente con el universo de Half-Life, por lo que el equipo consideró apropiado mostrar la tecnología del laboratorio competidor dentro de las instalaciones de Black Mesa a partir de esta conexión.
Una vez que el equipo obtuvo todos los niveles completados (exceptuando los de Xen) en el nuevo motor Source con el que estaban satisfechos, los lanzaron en el acceso anticipado de Steam el 5 de mayo de 2015 para obtener comentarios y pruebas de errores, indicando que las secciones de Xen todavía eran un trabajo en progreso. Esta versión también incluyó los modos multijugador deathmatch con algunos de los mapas rehechos de Half-Life. El acceso anticipado también brindó a Crowbar Collective apoyo adicional de desarrolladores y artistas para ayudar a finalizar el proyecto.

### Xen y lanzamiento final (2015–2020)
El lanzamiento de la parte Xen del juego había sido lo más difícil, ya que el equipo quería rediseñar los niveles para superar su pobre percepción que tenían en el lanzamiento original de Half-Life. El equipo mencionó que «Queremos que nuestra versión de Xen parezca que realmente pertenece al resto del juego en términos de mecánica, cohesión y progresión», mientras que al mismo tiempo, querían «empujar los límites y explorar este entorno único y variado; para construir una experiencia que se sienta fresca y familiar para los jugadores de todos los ámbitos de veteranía de Half-Life». Desarrollar su nueva versión de Xen fue un dilema del huevo o la gallina, ya que sin un diseño de nivel fue difícil desarrollar elementos artísticos, y sin elementos artísticos fue difícil concebir diseños de nivel coherentes. También querían posicionar más elementos de la historia en ese lugar, como el por qué los científicos humanos estaban estudiando el mundo de Xen en primer lugar, a la vez que trataban de capturar el mismo tipo de construcción del mundo por diseño de nivel que Valve había podido realizar con las primeras partes de Half-Life. También reelaboraron significativamente las batallas de jefes para que sean más desafiantes y representativas del área que tenían en mente. Finalmente, el equipo amplió a Xen de una experiencia de aproximadamente una hora en el Half-Life original a cuatro horas en Black Mesa
Además de reelaborar a Xen desde cero, a medida que los miembros del equipo se acercaban al lanzamiento, reconocieron que veían el videojuego más como una entrada para nuevos jugadores en la serie Half-Life, y trabajaron para presentar diseños y características que serían más apropiados para una década desde el lanzamiento de Half-Life. Hicieron el combate más interesante al mejorar la inteligencia artificial del enemigo mientras creaban áreas de combate con más cobertura y opciones para el jugador. Debido a su expansión de Xen, también querían asegurarse de que los jugadores no se ralentizaran en las partes anteriores del videojuego e hicieron rediseños en algunos de estos niveles.
El lanzamiento de Xen en la versión de acceso anticipado de Black Mesa había sido postergado varias veces; inicialmente fue planeado para ser lanzado en diciembre de 2017, pero la versión beta de un segmento de la nueva versión de Xen fue lanzada en junio de 2019 para pruebas de estrés por parte de los jugadores. La versión beta completa se lanzó el 6 de diciembre de 2019. Se agregaron niveles adicionales de Xen con el tiempo, y para el 24 de diciembre de 2019, se había lanzado el capítulo completo de Xen como parte del acceso anticipado del videojuego.
El videojuego se lanzó por completo para Windows el 6 de marzo de 2020. Por casualidad, este lanzamiento fue aproximadamente dos semanas antes del regreso oficial de Valve al universo Half-Life después de 13 años con el título de realidad virtual Half-Life: Alyx. El líder del proyecto Black Mesa, Adam Engels, dijo que esto no fue intencional ya que habían planeado lanzar Black Mesa antes, pero la atención a Half-Life: Alyx había ayudado a aumentar el interés en Black Mesa.  Además del apoyo continuo para el videojuego antes de pasar a otros proyectos, Crowbar Collective ha declarado que han sido contactados por otros equipos, como el equipo de Sven Co-op, para ayudar a integrar su trabajo en el producto final de Black Mesa.  El equipo también quiere incorporar soporte para Steam Workshop para que otros jugadores puedan agregar sus propios mods al videojuego.
Además de la modificación en sí, la composición temática del videojuego, producida por el diseñador de sonido Joel Nielsen, se lanzó de forma independiente como banda sonora en 2012. Nielsen lanzó las composiciones para los niveles de Xen en 2019.

## Modificaciones
En Surface Tension Uncut, un mod no oficial para Black Mesa, el capítulo "Surface Tension" fue expandido para incluir ciertas áreas del videojuego original que no fueron lanzadas junto con a la nueva versión, ya que el desarrollador se había ido del equipo antes de que su trabajo estuviera terminado. El desarrollador, Chon Kemp, conocido en los foros de la comunidad de Black Mesa por el seudónimo TextFAMGUY1, también modificó el capítulo "On a Rail" para incluir las áreas cortadas de Black Mesa para que la jugabilidad sea menos tediosa. Más tarde, Crowbar Collective contrató a Kemp para rehacer Surface Tension Uncut para el lanzamiento en Steam, mientras que la versión sin cortar de "On a Rail" se publicó en Steam Workshop. Más tarde, las 2 modificaciones se añadieron a la versión final del juego, publicada en 2020.

## Recepción
Durante su desarrollo, Black Mesa ha recibido atención de varias publicaciones de videojuegos. Ha aparecido en artículos de las revistas Computer Gaming World, PC PowerPlay y PC Gamer UK. Valve publicó una actualización de noticias sobre el mod en Steam en 2007 diciendo que «Estamos tan ansiosos por jugar [Black Mesa] aquí como todos los demás».
El proyecto recibió el premio "Top Unreleased Mod" por el sitio web de modificación de videojuegos Mod DB en 2005 y 2006. Mod DB le dio al proyecto una mención de honor en su elección de "Top Unreleased Mod" en 2007.
Después de recibir una versión de desarrollo de Black Mesa en diciembre de 2009, la revista PC PowerPlay dijo que la ambientación del juego «se ve, suena, [y] juega mejor que nunca». Se dijo que los cambios "sutiles" con respecto al Half-Life original tenían un impacto general "sustancial". También notaron el "frustrante" tiempo de desarrollo de cinco años del proyecto y la falta de fecha de lanzamiento (en ese entonces), pero agregaron que los desarrolladores estaban progresando.
Después del lanzamiento en acceso anticipado en 2012, las primeras impresiones del videojuego fueron muy positivas, recibiendo un puntaje de 86/100 en el agregador de reseñas Metacritic, basado en nueve reseñas. El juego fue elogiado por su alto pulido, y muchos críticos compararon su calidad con la de un videojuego oficial de Valve. Destructoid elogió el videojuego por las mejoras que hizo con respecto al Half-Life original, diciendo que era «algo que se sentía muy familiar, [pero también] muy fresco».
Black Mesa ganó el premio "Mod of the Year" de ModDB en 2012. En 2014, Black Mesa fue nombrado por PC Gamer para el "Top diez de los mejores clásicos rehechos por fanáticos que puedes jugar gratis ahora mismo".
El lanzamiento final de la nueva versión en 2020 fue igualmente elogiado por los críticos. En el agregador de reseñas OpenCritic, Black Mesa obtuvo un puntaje promedio de 84/100 con un índice de aprobación del 100% basado en 13 reseñas. Por su parte, PC Gamer dijo que el proyecto en general se sentía como un trabajo profesional, y que si bien la estructura original de Half-Life obstaculizó parte de Black Mesa, los rediseños que se realizaron a los niveles originales para el motor Source estaban bien hechos, particularmente con las nuevas secciones de Xen que ayudaron al Xen de Black Mesa a sentirse más como un cierre adecuado para el videojuego que la versión original. Eurogamer dijo que Black Mesa se sintió más como una evolución que como una nueva versión de Half-Life, ya que los diseños de Crowbar Collective para recortar ciertos niveles y agregar otras características que ayudaron a mejorar el producto en general, hicieron que el título en general sea más un horror de supervivencia que un videojuego de disparos en primera persona. Dario Casali, diseñador de Valve que ha trabajado en todos los videojuegos de Half-Life, comentó en una entrevista que durante el desarrollo de Half-Life: Alyx intentó volver a jugar la totalidad del Half-Life original para investigar, pero después de cinco horas decidió jugar Black Mesa en su lugar, razonando que era un producto mucho más agradable.